# 姚熹
姚熹（1935年9月—），男，江苏武进人，中国电子材料专家，中国科学院院士。

## 生平
1957年毕业于西安交通大学电机工程系。1982年获美国宾夕法尼亚州立大学固态科学博士学位。

## 荣誉
1991年当选为中国科学院院士。2007年当选美国国家工程院外籍院士。